# Oratorio di san Céneré
L'oratorio di Saint Céneré è un oratorio risalente al XIX secolo, situato lungo il fiume Erve presso il borgo francese di Saulges, nel dipartimento della Mayenne; è annesso a una piccola grotta nella quale sgorga una sorgente

## Storia
L'oratorio prende il nome da san Céneré (o Cerenico), monaco benedettino nato a Spoleto nel VII secolo; egli fu mandato da papa Martino I a predicare nella Gallia Merovingia assieme al fratello e con lui giunse nella diocesi di Le Mans, a Saulges, intorno al 649-650. Fondò una comunità cristiana che costruì la chiesa di San Pietro.
La grotta fungeva da eremo per il monaco; questo oratorio, situato a 1 km dal paese, sostituì nel 1849 una tettoia a telaio costruita per proteggere la statua del santo.

## Architettura

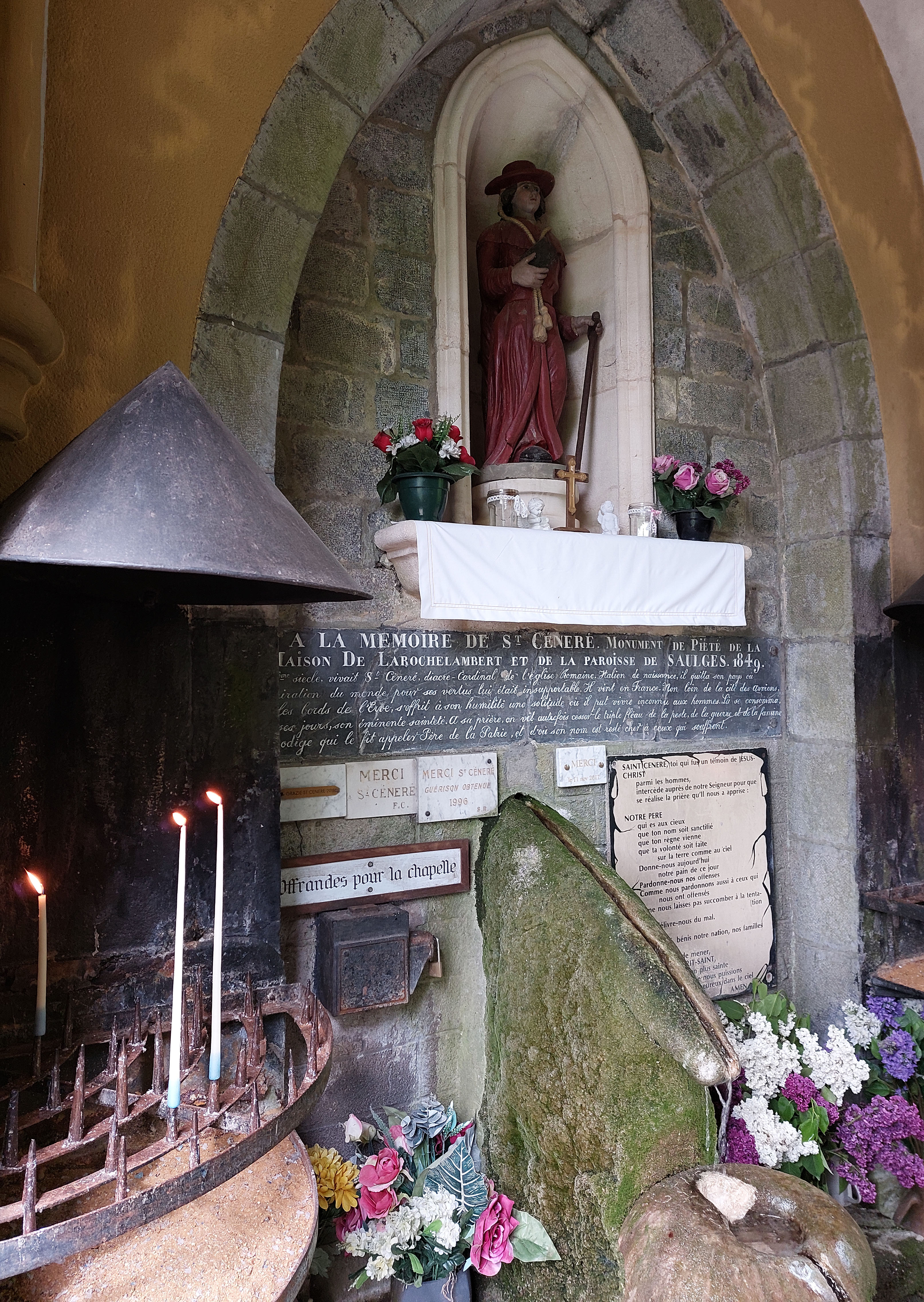
Scorcio dell'interno dell'eremo con la fonte continua.

L'accesso all'oratorio è consentito da due scale addossate alla collinetta; la navata che estende la cappella è coperta da una terrazza sul tetto. L'interno della cappella è decorato da un dipinto attribuito ad Adeline Neveu, che raffigura san Céneré che guarisce ciechi e paralitici; quattro vetrate della fine del XIX secolo provengono dallo smantellamento della cappella di Plessis e rappresentano il Sacro Cuore, la Vergine, san Giuseppe e sant'Alessandro. La loro fabbricazione è della bottega del Carmelo di Le Mans.
Nella grotta sottostante, la statua di san Cénéré in legno policromo del XVIII secolo, restaurata nel 2005, sormonta la sorgente descritta da Grosse Dupéron. Questo fiotto d'acqua continuo ha fatto attribuire a san Cèneré l'appellativo di "santo che fa pipì".